# Béat Jacques Ier de La Tour-Châtillon de Zurlauben
Pour les articles homonymes, voir Zurlauben.
Béat Jacques Ier de la Tour-Châtillon de Zurlauben (mort le 21 avril 1690 à Zoug) était un militaire suisse du XVIIe siècle qui s'illustra dans la défense des cantons catholiques suisses. 

## Biographie
Fils de Béat II de la Tour-Châtillon de Zurlauben, Béat Jacques Ier de La Tour-Châtillon de Zurlauben fut chargé, en 1638, par les cantons catholiques suisses, d'aller sur les frontières, à la tête de 800 hommes, et d'observer les mouvements de Bernard, duc de Weimar, qui, à la tête de l'armée suédoise, paraissait vouloir entrer en Suisse. 
En 1648, Béat Jacques Ier de la Tour-Châtillon de Zurlauben était lieutenant-colonel d'un régiment suisse, au service du grand-duc de Toscane. Les habitants des campagnes, dans les cantons de Berne, de Lucerne, de Soleure, et ceux de l'Argovie, s'étaient soulevés en 1653 ; quoiqu'ils eussent réuni trente mille hommes, la Tour-Châtillon de Zurlauben, chargé de les observer, sut, avec des forces très inférieures, obtenir sur eux des avantages signalés. 
Les cinq cantons catholiques, étant en guerre avec ceux de Zurich et de Berne, nommèrent, en 1656, Béat Jacques Ier de la Tour-Châtillon de Zurlauben, capitaine général. Après avoir traversé les forêts par des chemins détournés, il tomba sur les Bernois, qui, quoique plus nombreux, s'enfuirent après un léger combat, laissant sur le champ de bataille 1 500 des leurs, toute leur artillerie et leurs munitions. Le capitaine général prit lui-même deux drapeaux et trois pièces de canon que l'on conserve dans l'arsenal de Lucerne. 
Le pape Alexandre VIII envoya à la Tour-Châtillon de Zurlauben l'ordre de l'Éperon d'or, voulant honorer celui à qui la Suisse catholique devait des avantages si importants. Federico Borromeo, patriarche d'Alexandrie et légat en Suisse, l'en revêtit le 7 mars 1657. 
Le canton de Lucerne témoigna à Béat Jacques Ier de la Tour-Châtillon de Zurlauben sa reconnaissance, et celui de Zoug lui confia les premières fonctions administratives. 
En 1668, il fut l'un des deux généraux qui, à la tête de l'armée helvétique, observèrent sur la frontière les mouvements de l'armée française en Franche-Comté. Zoug le députa, en 1681, pour aller féliciter Louis XIV sur son arrivée à Ensisheim, en Alsace. La même année, il renouvela l'alliance avec le canton du Valais, et en 1684, avec le duc de Savoie. Il mourut à Zoug le 21 avril 1690.

## Sources
« Béat Jacques Ier de La Tour-Châtillon de Zurlauben », dans Louis-Gabriel Michaud, Biographie universelle ancienne et moderne : histoire par ordre alphabétique de la vie publique et privée de tous les hommes avec la collaboration de plus de 300 savants et littérateurs français ou étrangers, 2e édition, 1843-1865 [détail de l’édition]